# Oberperl
Oberperl ist ein Ortsteil (Gemeindebezirk) der Gemeinde Perl im Landkreis Merzig-Wadern (Saarland). Bis Ende 1973 war Oberperl eine eigenständige Gemeinde.

## Geographie
Oberperl liegt einen halben Kilometer östlich des Hauptortes Perl und etwa einen Kilometer nördlich der Grenze zu Frankreich, von der Ortsmitte aus ungefähr zwei Kilometer südlich von der Grenze zu Luxemburg. Der Ort liegt im Naturpark Saar-Hunsrück.

## Geschichte
Der Ortsteil Oberperl teilt seine Geschichte mit Perl, mit dem es auch sonst eng verflochten ist. Die Kapelle St. Michael in der Ortsmitte wurde im Jahre 1962 durch einen Neubau ersetzt. Im Rahmen der saarländischen Gebiets- und Verwaltungsreform wurde die bis dahin eigenständige Gemeinde Oberperl am 1. Januar 1974 zusammen mit 13 anderen Gemeinden der neuen Gemeinde Perl zugeordnet.

## Friedenskapelle
Ein Mahnmal für den Frieden und die Freundschaft ist die 1999 als deutsch-französisches Gemeinschaftsprojekt entstandene Friedenskapelle. Die Friedenskapelle befindet sich im „Niemandsland“, einem Landstreifen, der weder zu Deutschland noch zu Frankreich gehört, zwischen zwei Grenzsteinen von 1830 auf freier Flur zwischen Oberperl und Merschweiller. Am 8. August 1999 wurde die Friedenskapelle eingeweiht.
Einwohnerentwicklung
Die Entwicklung der Einwohnerzahl von Oberperl:
| Jahr | Einwohner |
| ---- | --------- |
| 2004 | 407       |
| 2010 | 482       |
| 2017 | 495       |
| 2020 | 518       |

## Früheres Gemeindewappen
Die ehemalige Gemeinde Oberperl führte von 1957 bis zu ihrer Auflösung am 1. Januar 1974 ein eigenes Wappen, das auf blauem Grund drei goldene Birnen zeigt.